# Hugh Matheson
Hugh Matheson, född den 16 april 1949, är en brittisk roddare.
Han tog OS-silver i åtta utan styrman i samband med de olympiska roddtävlingarna 1976 i Montréal.